# Hugh McDonald
Hugh "Huey" McDonald, född 28 december 1950 i Philadelphia, Pennsylvania, är en amerikansk basist. Han har spelat med ett flertal kända musiker, såväl live som i studio.
McDonald började spela bas som tonåring och mellan åren 1973 och 1984 spelade han tillsammans med Steve Goodman ända fram till Goodmans död 1984.
1980 flyttade McDonald till New York och började jobba som studiomusiker på Power Station. Den studion ägdes av Jon Bon Jovis kusin Tony Bongiovi. Här blev han tillfrågad av Jon att spela på en av hans demolåtar "She Don't Know Me" och senare även "Runaway" som skulle bli Bon Jovis första hitlåt.
Vid inspelningen av Bon Jovis tredje album Slippery When Wet anlitades Hugh för att spela in basen istället för den officiella basisten Alec John Such. Sedan dess har Hugh mer eller mindre spelat in all bas på Bon Jovis skivor även om han inte blev bandets permanenta basist från och med deras skiva These Days som släpptes 1995 efter att Alec John Such sparkades från bandet 1994.
Under åren 1986-1994 jobbade Hugh även med andra artister som Michael Bolton, Cher, Alice Cooper och Mary McCaslin. På senare tid har han vid sidan av sitt åtagande med Bon Jovi även jobbat med Ricky Martin och Jaci Velasquez.
Han har inga barn, mellan 1996 och 2001 var han gift med Kelly McDonald.